# Grammia virgo

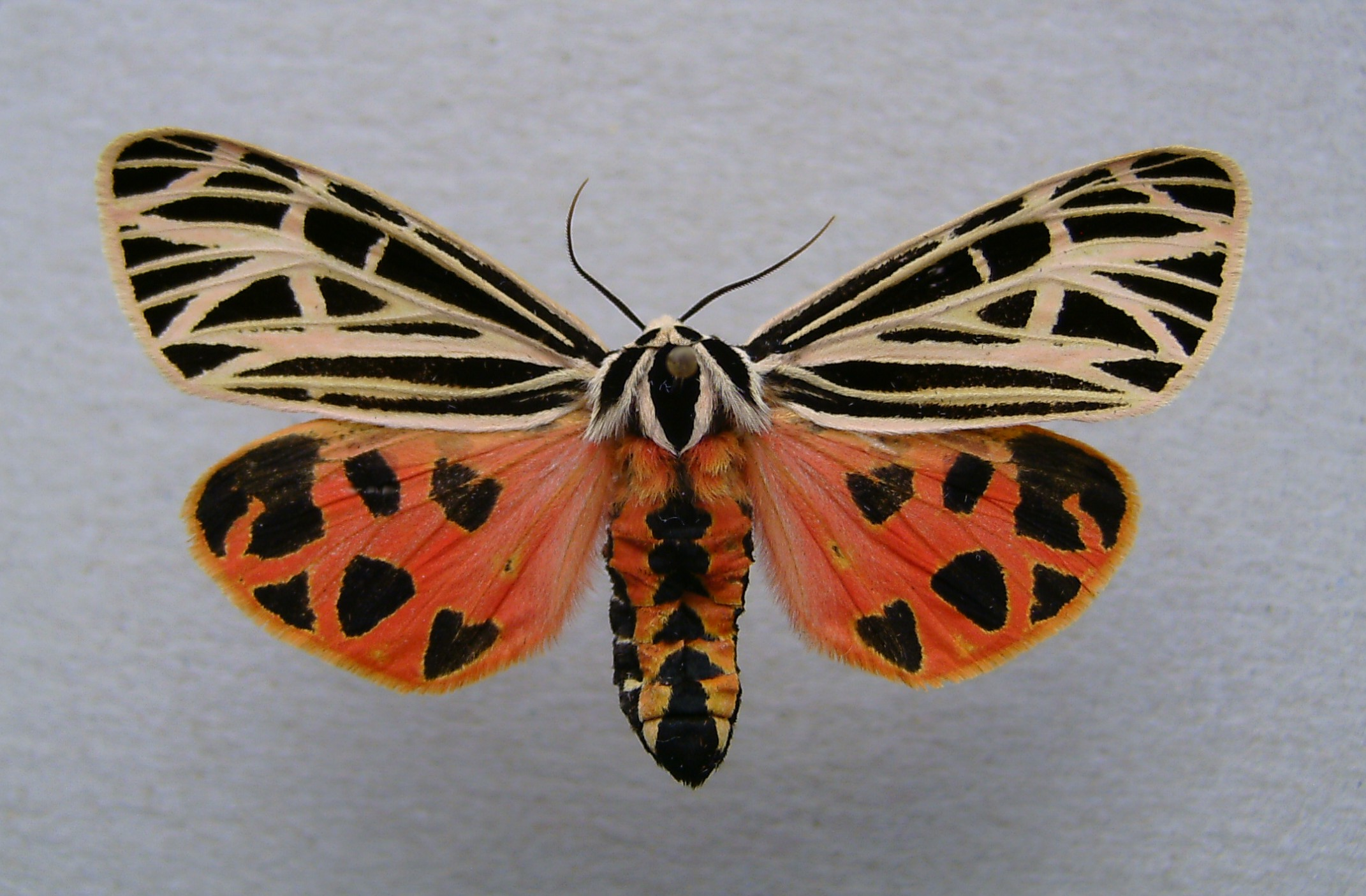
Präparat

Grammia virgo ist ein Schmetterling (Nachtfalter) aus der Unterfamilie der Bärenspinner (Arctiinae). Die Art wird im englischen Sprachgebrauch als Virgin tiger moth bezeichnet.

## Merkmale

### Falter
Die Falter besitzen eine Vorderflügellänge von 20 bis 27 Millimetern. Ihre Vorderflügeloberseite hat eine schwarze Grundfärbung, von der sich die Adern und einige Querlinien breit milchig weiß abheben. Die Hinterflügeloberseite ist orange rot bis kräftig rot gefärbt. In der Submarginalregion befindet sich eine Reihe schwarzer Flecke. Außerdem heben sich schwarze Diskoidalflecke ab. Der Thorax ist pelzig schwarz behaart und zeigt weißliche Längsstreifen. Vom roten Abdomen heben sich an den Seiten und in der Mitte kurze schwarze Streifen und Keilflecke ab.

### Raupe
Die bräunlichen Raupen sind rotbraun oder schwarzbraun behaart. Auf dem Rücken und an den Seiten befinden sich gelbbraune oder dunkelbraune Punktwarzen. Die Rückenlinie ist gelblich.

### Ähnliche Arten
Grammia parthenice fehlen die schwarzen Diskoidalflecke auf der Hinterflügeloberseite.

## Verbreitung und Vorkommen
Grammia virgo ist im Osten und Südosten Nordamerikas von Nova Scotia in südlicher Richtung bis in den Norden Floridas verbreitet. In Alberta kommt sie zahlreich, in den mittleren kanadischen Provinzen sowie im mittleren Westen und Westen der USA meist nur vereinzelt vor. Die Exemplare der südlichen Regionen werden der Unterart Grammia virgo gigas Schmidt, 2009 zugerechnet. Die Art lebt überwiegend auf feuchten Wiesen sowie in offenen Laubwäldern.

## Lebensweise
Die nachtaktiven Falter fliegen in einer Generation vom Frühjahr bis in den Juli. Sie besuchen künstliche Lichtquellen. Die Raupen ernähren sich bevorzugt von den Blättern verschiedener Wegerich- (Plantago), Korbblütler- (Asteraceae) und Hülsenfrüchtler-Arten (Fabaceae) und überwintern.